# Przerośl (Ukraina)
Przerośl (ukr. Перерісль) – wieś w rejonie nadwórniańskim obwodu iwanofrankiwskiego, założona w 1424.
Prywatna wieś szlachecka prawa wołoskiego, położona była w ziemi halickiej województwa ruskiego. 
W II Rzeczypospolitej miejscowość była siedzibą gminy wiejskiej Przerośl w powiecie nadwórniańskim województwa stanisławowskiego.
Wieś liczy 2430 mieszkańców.